# Denis Bouanga
Denis Bouanga (Le Mans, Francia, 11 de noviembre de 1994) es un futbolista franco-gabonés que juega como delantero en Los Angeles F. C. de la Major League Soccer.

## Selección nacional
Es internacional con la selección de fútbol de Gabón. En mayo de 2016 fue convocado por primera vez para enfrentarse a la selección de fútbol de Mauritania. El 24 de marzo de 2017 marcó su primer gol con la selección, frente a la selección de fútbol de Guinea.
En 2017 participó con Gabón en la Copa África 2017.

## Clubes
| Club                       | País           | Año       |
| -------------------------- | -------------- | --------- |
| Mulsanne-Téloché           | Francia        | 2013-2014 |
| F. C. Lorient              | Francia        | 2014-2018 |
| R. C. Estrasburgo (cedido) | Francia        | 2016      |
| Tours F. C. (cedido)       | Francia        | 2016-2017 |
| Nîmes Olympique            | Francia        | 2018-2019 |
| A. S. Saint-Étienne        | Francia        | 2019-2022 |
| Los Angeles F. C.          | Estados Unidos | 2022-act. |

## Palmarés

### Títulos nacionales
| Título                   | Club              | País           | Año  |
| ------------------------ | ----------------- | -------------- | ---- |
| MLS Cup                  | Los Angeles F. C. | Estados Unidos | 2022 |
| Supporters' Shield       | Los Angeles F. C. | Estados Unidos | 2022 |
| Lamar Hunt U.S. Open Cup | Los Angeles F. C. | Estados Unidos | 2024 |

### Distinciones individuales
| Distinción                                                       | Año  |
| ---------------------------------------------------------------- | ---- |
| Máximo goleador de la Liga de Campeones de la Concacaf (7 goles) | 2023 |
| Máximo goleador de la Major League Soccer (20 goles)             | 2023 |
| MLS All-Star                                                     | 2023 |
| MLS Best XI                                                      | 2023 |
| Bota de Oro de la Major League Soccer                            | 2023 |

## Tripletes
| 1 | 10 de marzo de 2023  | Alejandro Morera Soto, Alajuela | LD Alajaluense - LAFC      |  | 0 - 3 | Liga de Campeones Concacaf 2023 |
| 2 | 8 de abril de 2023   | Banc of California, Los Ángeles | LAFC - Austin FC           |  | 3 - 0 | MLS 2023                        |
| 3 | 2 de agosto de 2023  | Banc of California, Los Ángeles | LAFC - FC Juárez           |  | 7 - 1 | Leagues Cup 2023                |
| 4 | 4 de octubre de 2023 | Banc of California, Los Ángeles | LAFC - Minnesota United FC |  | 5 - 1 | MLS 2023                        |